# Bacillales
Los Bacillales son un orden de bacterias Gram positivas, que generalmente poseen células en forma de bastón, y están ubicadas dentro del grupo Bacillota. Los géneros representativos incluyen Bacillus, Listeria y  Staphylococcus, este último de morfología en coco.